# Acétate de butyle
L'acétate de butyle ou AcOnBu est un solvant couramment utilisé dans l'industrie chimique pour fabriquer des laques et autres produits similaires.
Il est aussi utilisé comme additif alimentaire dans la production de sucreries, crèmes glacées, fromages... Il est également retrouvé naturellement dans certains fruits comme les pommes (notamment la variété Red Delicious). On le retrouve aussi comme additifs dans l'industrie du tabac.
Ce liquide inflammable a une odeur de banane ou de pomme de puissance moyenne.
Une dilution à 0,8 % maximum est exigée dans les parfums concentrés, comme arôme, la valeur seuil exigée est de 7 ppm.

## Production et synthèse
On prépare l'acétate de butyle (et ses isomères) par l'estérification de l'acide acétique avec un mélange d'isomères de n-butanol avec une quantité catalytique d'acide sulfurique.